# Södervidinge församling
Södervidinge församling var en församling i Lunds stift och i Kävlinge kommun. Församlingen uppgick 2006 i Kävlinge församling.

## Administrativ historik
Församlingen har medeltida ursprung. 
Församlingen var till 1 maj 1929 moderförsamling i pastoratet Södervidinge och Annelöv för att därefter till och med 1961 vara moderförsamling i pastoratet Södervidinge, Annelöv, Norrvidinge och Dagstorp. Från 1962 till och med 1994 var den annexförsamling i pastoratet Norra Skrävlinge, Norrvidinge, Källs-Nöbbelöv och Södervidinge. Från 1995 till och med 2005 var församlingen annexförsamling i pastoratet Kävlinge, Stora Harrie, Lilla Harrie, Södervidinge och Virke. Församlingen uppgick 2006 i Kävlinge församling.

## Kyrkor
- Södervidinge kyrka